# Catsfield
Catsfield is een civil parish in het bestuurlijke gebied Rother, in het Engelse graafschap East Sussex met 891 inwoners.